# Prayer (álbum de Robin Schulz)
Prayer es el álbum de estudio debut del disc jockey y productor discográfico alemán Robin Schulz, lanzado el 19 de septiembre de 2014. El álbum incluye los sencillos «Waves (Robin Schulz Remix)», «Prayer in C (Robin Schulz Remix)», «Willst Du» y «Sun Goes Down».

## Lista de canciones
| N.º | Título                                                                                                   | Escritor(es)                                                        | Productor(s)                                                   | Duración |  |
| 1.  | «Prayer in C» (Lilly Wood & The Prick and Robin Schulz) (Robin Schulz radio edit)                        | Benjamin Cotto Nili Hadida Pierre Guimard Robin Schulz a            | Guimard Schulz                                                 | 3:09     |  |
| 2.  | «Willst Du» (Robin Schulz and Alligatoah)                                                                | Lukas Stobel                                                        | Schulz                                                         | 3:10     |  |
| 3.  | «Sun Goes Down» (Robin Schulz featuring Jasmine Thompson) (radio mix)                                    | Tom Havelock Schulz                                                 | Schulz                                                         | 2:59     |  |
| 4.  | «No Rest for the Wicked» (Lykke Li) (Robin Schulz edit)                                                  | Björn Yttling Lykke Li                                              | Yttling Li Lasse Mårtén b Schulz a                             | 3:21     |  |
| 5.  | «Rather Be» (Clean Bandit featuring Jess Glynne) (Robin Schulz edit)                                     | Grace Chatto James Napier Jack Patterson Nicole Marshall            | Chatto Patterson Schulz a                                      | 3:12     |  |
| 6.  | «We Don't Have to Take Our Clothes Off» (Lexer and Nico Pusch) (radio mix)                               | Preston Glass                                                       | Lexer Nico Pusch                                               | 3:20     |  |
| 7.  | «House on Fire» (Robin Schulz and Me and My Monkey) (radio mix)                                          | Iman H. Mehdi                                                       | Mehdi Schulz                                                   | 3:20     |  |
| 8.  | «Taking Me Home» (HEYHEY) (radio mix)                                                                    | HEYHEY                                                              | HEYHEY                                                         | 3:02     |  |
| 9.  | «Never Know Me» (Robin Schulz and Dansir) (radio mix)                                                    | Daniel Bruns Schulz                                                 | Bruns Dansir Schulz                                            | 3:18     |  |
| 10. | «Snowflakes» (Pingpong and Robin Schulz) (radio edit)                                                    | Ryan Lawhon                                                         | Pingpong                                                       | 3:24     |  |
| 11. | «Waves» (Mr. Probz) (Robin Schulz radio edit)                                                            | Dennis Princewell Stehr                                             | Schulza                                                        | 3:27     |  |
| 12. | «Warm Minds» (radio mix)                                                                                 | Schulz                                                              | Schulz                                                         | 3:24     |  |
| 13. | «Wrong» (radio mix)                                                                                      | Schulz                                                              | Schulz                                                         | 3:26     |  |
| 14. | «Summer Nights» (Scheinizzl and Chroph featuring David Lageder) (radio mix)                              | David Lageder Christoph Scheinast Florian Scheinast                 | C. Scheinast F. Scheinast                                      | 3:46     |  |
| 15. | «Spree Ahoi» (Thomas Lizzara featuring Steven Coulter) (radio edit)                                      | teven Coulter homas Lizzara                                         | Coulter Lizzara                                                | 4:00     |  |
| 16. | «Hier mit Dir (Robin Schulz Radio Mix)» (Tom Thaler and Basil and Robin Schulz) (Robin Schulz radio mix) | Marius Förster Tom Ulrichs                                          | Basil Schulz a                                                 | 3:16     |  |
| 17. | «Changes» (Faul & Wad Ad vs. Pnau) (Robin Schulz remix – radio edit)                                     | Nick Littlemore Peter Mayes Sam Littlemore                          | Schulza                                                        | 3:24     |  |
| 18. | «A Sky Full of Stars» (Coldplay) (Robin Schulz edit)                                                     | Chris Martin Guy Berryman Jonny Buckland Will Champion Tim Bergling | Coldplay Daniel Green Paul Epworth Rik Simpson Avicii Schulz a | 3:15     |  |
| 19. | «Whatever» (Stil & Bense)                                                                                | Dr. Arne Bense Thomas Kunde                                         | Stil & Bense                                                   | 3:18     |  |
| 20. | «In the Morning Light» (Alex Schulz) (radio mix)                                                         | Alex Schulz                                                         | Alex Schulz                                                    | 3:17     |  |

| iTunes bonus track (pre-order only) |                              |          |  |
| N.º                                 | Título                       | Duración |  |
| 21.                                 | «Prayer» (Continuous DJ Mix) | 1:17:55  |  |

Notes
- «Snowflakes» contiene una muestra de «Snowflakes» de White Apple Tree.
- a significa un remezclador
- b significa un productor vocal

## Listas

### Semanales
| Lista (2014–15)                     | Mejor posición |
| ----------------------------------- | -------------- |
| Australia (ARIA)                    | 37             |
| Austria (Ö3 Austria)                | 10             |
| Bélgica (Ultratop flamenca)         | 42             |
| Bélgica (Ultratop valona)           | 42             |
| Dinamarca (Hitlisten)               | 30             |
| Países Bajos (Album Top 100)        | 54             |
| Finlandia (Suomen Virallinen Lista) | 31             |
| Francia (SNEP)                      | 73             |
| Alemania (Media Control Charts)     | 7              |
| Italian Albums (FIMI)               | 98             |
| Noruega (VG-lista)                  | 20             |
| Suecia (Sverigetopplistan)          | 18             |
| Suiza (Schweizer Hitparade)         | 4              |
| Reino Unido (UK Albums Chart)       | 86             |
| Estados Unidos (Billboard 200)      | 42             |

### Anuales
| Lista (2014)                       | Posición |
| ---------------------------------- | -------- |
| German Albums (Offizielle Top 100) | 82       |
| Swiss Albums (Schweizer Hitparade) | 70       |

| Lista (2015)                                      | Posición |
| ------------------------------------------------- | -------- |
| Australian Dance Albums (ARIA)                    | 34       |
| Swedish Albums (Sverigetopplistan)                | 99       |
| Swiss Albums (Schweizer Hitparade)                | 51       |
| United States Dance/Electronic Albums (Billboard) | 16       |

## Historial de lanzamientos
| Región        | Fecha                    | Formato             | Discográfica    |
| ------------- | ------------------------ | ------------------- | --------------- |
| Australia     | 19 de septiembre de 2014 | CD descarga digital |                 |
| Nueva Zelanda | 19 de septiembre de 2014 | CD descarga digital | TONSPIEL Warner |
| Europa        | 19 de septiembre de 2014 | CD descarga digital | TONSPIEL Warner |
| Reino Unido   | 15 de junio de 2015      | CD descarga digital | TONSPIEL Warner |